# 美年大厦
美年大廈（英語：Millenia Tower）是一棟位於新加坡市中心濱海中心的摩天大樓，建築高度為218公尺（715英尺），共41層，於1996年建成。大廈距新加坡樟宜機場約20分鐘車距。

## 建築設計
美年大廈的建築特色為其頂部是巨大的金字塔頂端，因為金字塔屋頂而讓大廈成為大廈附近開發區內最具特色也最高的摩天大樓。另外，大廈內所有的辦公室可欣賞新加坡市區環景景觀。

## 外部連結
- Millenia Tower at Pontiac Land Private Limited